# Liste der Bodendenkmäler in Wachtberg
Die folgende Liste enthält die offiziellen Bodendenkmäler auf dem Gebiet der Gemeinde Wachtberg im Rhein-Sieg-Kreis, Nordrhein-Westfalen (Stand: September 2011)
| lf. Nummer | Gemarkung | Bezeichnung des Denkmales                | Lage | Foto |
| ---------- | --------- | ---------------------------------------- | --- | ---- |
| 1          | Berkum    | Steinbruch/Domsteinbruch                 | Flur/Flurstück 3/35; 10/9; 27, 28,29                                                                                             |      |
| 2          | Adendorf  | Niederungsmotte/Schäferhof               | Flur/Flurstück 5/27,1058, 1310,1311,1312                                                                                         |      |
| 3          | Fritzdorf | Sommersberger Hof – 2-teilige Burganlage | Flur/Flurstück 15/8, 9 10 |      |
| 4          | Adendorf  | Trutzenburg/rechteckige Verschanzung     | Flur/Flurstück 7/12 |      |
| 5          | Adendorf  | Hofanlage Klein Villiper Hof             | Flur/Flurstück 7/11,13,14 |      |
| 6          | Adendorf  | Trümmerreste Siedlung offen              | Flur/Flurstück 2/1326 |      |
| 7          | Adendorf  | Trümmerreste Siedlung offen              | Flur/Flurstück 6/510,511,512, 513,514                                                                                            |      |
| 8          | Fritzdorf | Zingsheimer Hof „Motte, Hofanlage“       | Flur/Flurstück 7/1, 2, 3, 4, 5, 6, 7                                                                                             |      |
| 9          | Adendorf  | Burg Münchhausen                         | Flur/Flurstück 6/504, 505, 535, 536–542, 547, 548, 549, 550, 552, 562, 564, 376                                                  |      |
| 10         | Villip    | Wasserburg/Burg Gudenau                  | westlich von Villip in einer Talaue des Arzdorfer Baches Flur/Flurstück 16/3,4,7/1,8,9, 10,11,12,15,16,17,18,20,74/21108,109,146 |      |
| 11         | Adendorf  | Wasserburg/Burg Adendorf                 | Flur/Flurstück 5/18,19,20 |      |